# Nomada exheredans
Nomada exheredans är en biart som beskrevs av Cockerell 1919. Nomada exheredans ingår i släktet gökbin, och familjen långtungebin. Inga underarter finns listade i Catalogue of Life.